# (37477) 1110 T-1
1110 T-1 (asteroide 37477) é um asteroide da cintura principal. Possui uma excentricidade de 0.12495310 e uma inclinação de 5.10584º.
Este asteroide foi descoberto no dia 25 de março de 1971 por Cornelis Johannes van Houten e Ingrid van Houten-Groeneveld e Tom Gehrels em Palomar.